# SS-Division „Totenkopf“
SS-Division „Totenkopf“, auch als SS-Totenkopf-Division bekannt, war zwischen dem 16. Oktober 1939 und 9. November 1942 die Bezeichnung eines militärischen Verbandes der Waffen-SS, der seinen Ursprung in den 1933/34 aufgestellten KZ-Wachverbänden hatte, die seit 1936 unter dem Namen SS-Totenkopfverbände zusammengeschlossen waren und deren Aufgabe der Betrieb und die Bewachung der Konzentrationslager war.
Durch Umgliederungen und Aufstellung weiterer Truppenteile am 9. November 1942 und am 23. November 1943 wurde der Verband erst zur SS-Panzergrenadier-Division „Totenkopf“ und danach zur 3. SS-Panzer-Division „Totenkopf“. Damit bestand die ursprüngliche Division bis zum Ende des Zweiten Weltkrieges, bei dem sie fast vollständig vernichtet wurde.

## Vorgeschichte

### Ursprung der Totenkopfverbände
Im April 1925 wurde zum Schutz von Adolf Hitler und anderen Parteiführern der NSDAP durch Julius Schreck die Schutzstaffel (SS) gebildet. Ende Juni 1934 beteiligte sich die SS an der Entmachtung ihrer vorherigen Dachorganisation, der SA und wurde am 20. Juli 1934 zu einer eigenständigen Organisation.
Am 15. März 1933 wurde Heinrich Himmler, der seit dem 6. Januar 1929 als Reichsführer SS fungierte, zum politischen Referenten des Staatsministerium des Inneren in Bayern. Damit leitete der Chef der SS gleichzeitig die gesamte politische Polizei in Bayern und war ab dem 10. April 1933 zur Verhängung der Schutzhaft ermächtigt. Mit der Ernennung war er gegenüber anderen Polizeibehörden weisungsbefugt. Sein Stellvertreter wurde Reinhard Heydrich.
Reichsinnenminister Wilhelm Frick machte Himmler zwischen November 1933 und März 1934 zum Führer der politischen Polizei in allen deutschen Ländern. Nachdem im April 1934 die Geheime Staatspolizei gegründet worden war, wurde Himmler diese Organisation unterstellt.
Ab dem 9. März 1933 begannen in Bayern nach der Machtergreifung der Nationalsozialisten politische Inhaftierung im Rahmen der Ermächtigung zur Schutzhaft. Die Kapazitäten der Gerichts- und Polizeigefängnisse in Bayern waren schnell erschöpft und am 22. März entstand in der Nähe von Dachau ein erstes „Konzentrationslager“. Im gesamten Deutschen Reich entstanden in der Folgezeit in Deutschland weitere sechs Lager dieser Art.
Für die Bewachung der Konzentrationslager wurden 1934 aus der Allgemeinen SS herausgelöst die SS-Wachverbände gebildet. Diese führten ab Sommer 1936 den Namen „SS-Totenkopfverbände“. Ihr Befehlshaber war Theodor Eicke, der gleichzeitig Inspekteur der Konzentrationslager war.

### Typisierung und Ideologie

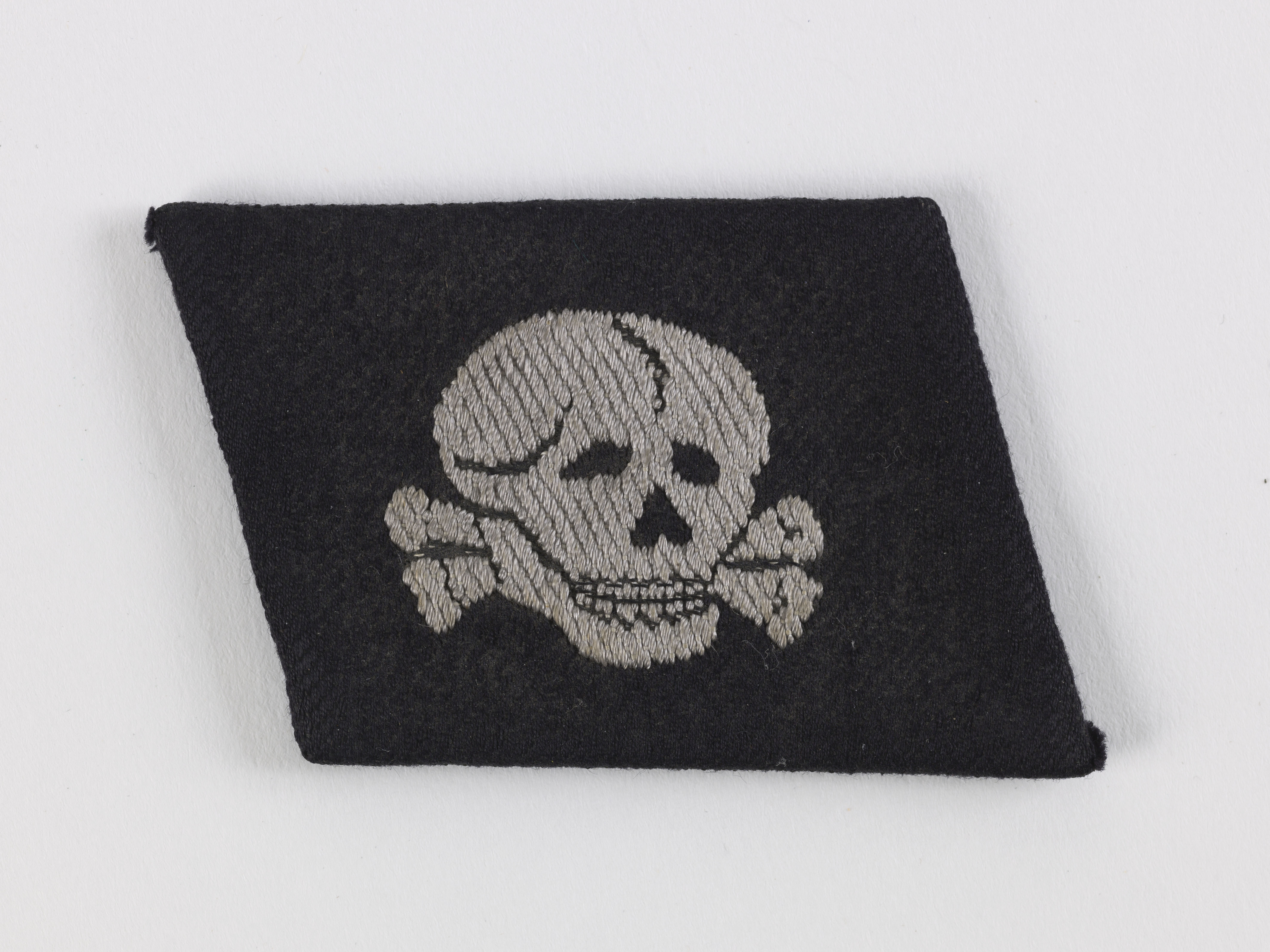
linker Kragenspiegel für Mitglieder der Totenkopfverbände

Für Mitglieder der Totenkopfverbände wurde 1936 ein Kragenspiegelsymbol in Form eines Totenkopfs eingeführt.
Nach ihrer Aufstellung zählte sie zu den „Eliteverbänden“ des deutschen Reiches und die Totenkopf-Divisionen waren bis zum Ende des Zweiten Weltkrieges eine stark vom Nationalsozialismus geprägte Frontdivisionen der Waffen-SS, deren Fanatismus sich auf ihren ersten Kommandeur Theodor Eicke zurückführen ließ. So ging beispielsweise das erste Kriegsverbrechen der jungen Waffen-SS (1940) auf Angehörige der SS-Totenkopf-Division zurück. Aber auch in den Folgejahren war diese Division durch eine besonders rücksichtslose Kriegsführung gekennzeichnet und an mehreren Kriegsverbrechen aktiv beteiligt.
Zunächst gab es erhebliche Probleme mit der Disziplin der neuen Rekruten, auf die Eicke mit drastischen Strafen reagierte. Besondere Bedeutung maß Theodor Eicke der weltanschaulichen Schulung seiner Soldaten bei. Eicke baute dabei auf dem in den Konzentrationslagern entwickelten Feindbild auf; der „innere Feind“, der KZ-Häftling, wurde ersetzt durch den „äußeren Feind“, der als „jüdisch-bolschewistischer Untermensch“ das deutsche Volk vernichten wolle. Das bereits vorhandene Elitebewusstsein der SS-Männer wurde ergänzt durch militärische Tugenden wie Selbstaufopferung, Verachtung von Feigheit und Entbehrungen und die Verherrlichung des Kriegstodes.

### Auf dem Weg zur Aufstellung eines militärischen Verbandes
Am 1. Juli 1937 wurden die drei SS-Totenkopfstandarten „Oberbayern“, „Brandenburg“ und „Thüringen“ gebildet, die den drei Hauptlagern Dachau, Sachsenhausen und Buchenwald zugeordnet waren. Im März 1938 kam durch den Anschluss Österreichs die vierte Standarte „Ostmark“ für das KZ Mauthausen hinzu.
Durch einen Geheimerlass Hitlers vom 17. August 1938 wurde es möglich, dass die Totenkopfverbände neue Angehörige auch aus den Reihen der Wehrmacht anwerben konnten. Die militärische Ausbildung von aktiven Mitgliedern der Allgemeinen SS wurde bei den Totenkopfverbänden begonnen. Allerdings stand der Führer der Totenkopfverbände in einem ständigen Konflikt mit den nunmehr die Ausbildung leitenden ehemaligen Offizieren im SS-Übungslager und bestand darauf, dass seine Standarten nicht dem Heer noch der SS-Verfügungstruppe zugehörig waren.
Per Erlass vom 18. Mai 1939 war bestimmt worden, dass die Totenkopfverbände im Mobilisierungsfall den Ersatz für Ausfälle von Angehörigen der geplanten Division SS-Verfügungstruppe zu stellen hatten. Damit wurden auch diese Verbände zur militärischen Reserve.
Beim Angriffskrieg gegen Polen, dem Polenfeldzug, ab dem 1. September 1939 stellten die Totenkopfverbände drei Standarten für polizeiliche Aufgaben hinter den vorrückenden Heerestruppen. Die Totenkopfstandarten „Oberbayern“, „Thüringen“ und „Brandenburg“  führten gemeinsam mit Polizei-Bataillonen sogenannte „Befriedungs“-, „Säuberungs“- und „Sicherungsmaßnahmen“ aus und wurden damit bereits paramilitärisch eingesetzt, ohne jedoch zum Heer zu gehören.
Im Oktober 1939 musste die Angehörigen der Totenkopfverbände die Mannschaften für eine Standarte (Regiment) der nunmehr gebildete Division SS-Verfügungstruppe stellen. Parallel hierzu begann Eicke mit der Bildung einer eigenen Totenkopf-Division.

## Geschichte

### Aufstellung
Die SS-Totenkopf-Division wurde ursprünglich ab dem 16. Oktober 1939 unter dem Kommando von SS-Gruppenführer Theodor Eicke im Konzentrationslager Dachau aufgestellt, das für diesen Zweck zeitweise von Häftlingen geräumt wurde. Die Aufstellungsphase war am 1. November 1939 abgeschlossen.
- Divisionsstab SS-Totenkopf Division () (aus )
- SS-Totenkopf-Infanterie-Regiment 1 () (aus SS-Division Verfügungstruppe, verstärkten SS-Totenkopf-Standarten und Kriegsfreiwilligen der Allgemeinen-SS)
- SS-Totenkopf-Infanterie-Regiment 2 () (aus SS-Division Verfügungstruppe, verstärkten SS-Totenkopf-Standarten und Kriegsfreiwilligen der Allgemeinen-SS)
- SS-Totenkopf-Infanterie-Regiment 3 () (aus SS-Division Verfügungstruppe, verstärkten SS-Totenkopf-Standarten und Kriegsfreiwilligen der Allgemeinen-SS)
- SS-Totenkopf-Artillerie-Abteilung () (aus SS-Division Verfügungstruppe, verstärkten SS-Totenkopf-Standarten und Kriegsfreiwilligen der Allgemeinen-SS)
- schwere SS-Totenkopf-Artillerie-Abteilung () (aus SS-Division Verfügungstruppe, verstärkten SS-Totenkopf-Standarten und Kriegsfreiwilligen der Allgemeinen-SS)
- SS-Totenkopf-Aufklärungs-Abteilung () (aus SS-Division Verfügungstruppe, verstärkten SS-Totenkopf-Standarten und Kriegsfreiwilligen der Allgemeinen-SS)
- SS-Totenkopf-Panzerabwehr-Abteilung () (aus SS-Division Verfügungstruppe, verstärkten SS-Totenkopf-Standarten und Kriegsfreiwilligen der Allgemeinen-SS)
- SS-Totenkopf-Pionier-Bataillon (Dresden) (aus SS-Division Verfügungstruppe, verstärkten SS-Totenkopf-Standarten und Kriegsfreiwilligen der Allgemeinen-SS)
- SS-Totenkopf-Nachrichten-Abteilung (Nürnberg) (aus SS-Division Verfügungstruppe, verstärkten SS-Totenkopf-Standarten und Kriegsfreiwilligen der Allgemeinen-SS)
- weitere Versorgungseinheiten () (aus SS-Division Verfügungstruppe, verstärkten SS-Totenkopf-Standarten und Kriegsfreiwilligen der Allgemeinen-SS)

Die SS-Totenkopf-Division hatte eine Sollstärke von 15.000 Soldaten. Knapp die Hälfte davon kam aus den drei ursprünglichen Totenkopfstandarten, die anderen waren zuvor bei der Allgemeinen SS, der SS-Heimwehr Danzig, der Ordnungspolizei und den neueren Totenkopfeinheiten.

### Einsatz
Nach ihrer Aufstellung gehörte die SS-Division Totenkopf zur Reserve des OKH und war im Dezember 1939 in Ludwigsburg bei Stuttgart und von Januar bis Mai 1940 in Vorbereitung auf den Westfeldzug bei Alzey stationiert. Die Ausrüstung der Division bereitete anfänglich erhebliche Probleme, da sich die Wehrmacht erst im Frühjahr 1940 bereit zeigte, militärisches Gerät in ausreichenden Mengen zur Verfügung zu stellen.

#### Westfeldzug und deutsche Besetzung Frankreichs
Während des Westfeldzugs wurde die Division erstmals bei der Schlacht von Arras und Dünkirchen eingesetzt, wo sie in Kämpfe im Raum Poperinge, Hondschoote und westlich von Dünkirchen verwickelt war. SS-Gruppenführer Theodor Eicke setzte auf einen konzentrierten Einsatz aller verfügbaren Soldaten, Waffen und Fahrzeuge an vorderster Front und auf Angriffe, die mit Fanatismus und Härte vorgetragen wurden. Deswegen erlitt die Division empfindliche Verluste bei der Überschreitung des La-Bassée-Kanals, bei Béthune und in Le Paradis. Nach der Eroberung von Le Paradis ermordeten die Soldaten der SS-Division Totenkopf die überlebenden britischen Verteidiger. (→Kriegsverbrechen der SS-Division Totenkopf)
Nach dem Ende der Schlacht wurde die geschwächte Division für wenige Tage zur Küstensicherung bei Calais verwendet und am 7. Juni 1940 in das Gebiet um Nogent an der Seine verlegt. Nach der Überschreitung des Flusses am 15. Juni verfolgte die Division sich zurückziehende französische Verbände bis in den Raum Nevers. Von Nevers marschierte sie kampflos bis nach Angoulême und übernahm vom 29. Juni bis zum 8. Juli 1940 die Sicherung der französischen Biskaya-Küste zwischen Bayonne und Arcachon. Vom 15. Juli 1940 bis zum 27. August sicherte die Division die Demarkationslinie zum unbesetzt gebliebenen Teil Frankreichs zwischen Moulins und Chalon-sur-Saône. Vom September 1940 bis zum Juni 1941 war die Division Teil der 7. Armee und als Besatzungstruppe im heutigen Département Landes stationiert.
SS-Gruppenführer Eicke nutzte die Zeit zur ideologischen Schulung, zur verbesserten Ausrüstung und zum Training der Division. Ein Schwerpunkt der Ausbildung war ab November 1940 die mobile Kriegsführung in ausgedehnten und offenen Gebieten und die rasche Verlegung der Division über größere Entfernungen.

#### Deutsch-Sowjetischer Krieg

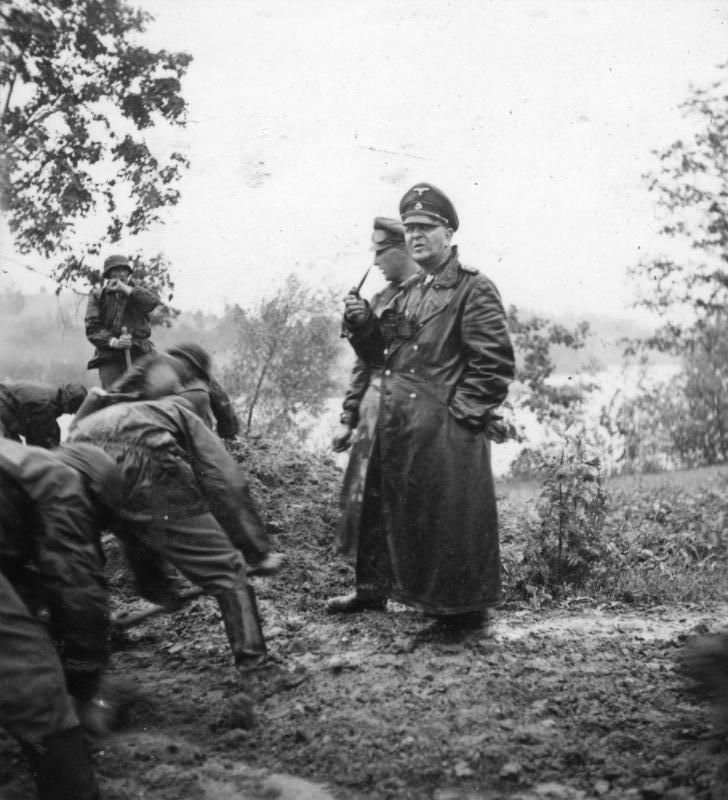
Soldaten der SS-Division „Totenkopf“ mit ihrem Kommandeur Theodor Eicke während des Vormarsches auf Demjansk (23. September 1941)

Anfang Juni 1941 wurde die „Totenkopf“-Division nach Marienwerder bei Danzig verlegt. Sie bezog bald darauf einen Bereitstellungsraum in der Nähe von Insterburg und wurde der Panzergruppe 4 zugeteilt. Kurz vor dem Beginn des deutschen Angriffs auf die Sowjetunion hatte sie eine Stärke von 17.400 Soldaten. Nach dem deutschen Angriff überschritt sie am 24. Juni 1941 die deutsch-sowjetische Grenze bei Haselberg und führte „Säuberungsoperationen“ gegen versprengte sowjetische Truppenteile in Litauen durch. Bei Dünaburg führte die Division eine Ausbruchsoperation aus einem dort von deutschen Truppen gebildeten Brückenkopf über die Düna und erreichte am 6. Juli 1941 Sebesch, wo sie am 9. Juli die Stalin-Linie durchbrach. Während der Kämpfe um die Stalin-Linie wurde der Divisionskommandeur Eicke am rechten Fuß verwundet, als sein Befehlswagen auf eine Landmine auffuhr, und nach Berlin ausgeflogen. Während des Durchbruchs der Stalin-Linie musste die Division hohe Verluste hinnehmen. Vom 24. Juni 1941 bis zum 11. Juli war die Anzahl der gefallenen, vermissten oder verwundeten Soldaten auf etwa 1.700 gestiegen.
Bis zum 12. Juli 1941 stieß die Division nach Norden bis Utorgosch in der Nähe des Ilmensees vor, wo sie bis zum 15. August in Kämpfe verwickelt war. Am 16. August wurde die Division der 16. Armee zugewiesen und nach Dno verlegt. Sie drang von dort aus bis zum 24. Oktober 1941 langsam in den Raum Demjansk vor. Die „Totenkopf“-Division befand sich in einem sumpfigen Gebiet, für das die gut motorisierte Einheit kaum geeignet war. Der Zustand der Division hatte sich seit dem Juni 1941 erheblich verschlechtert.
Östlich von Demjansk kam die deutsche Offensive endgültig zum Stehen. Zusammen mit weiteren Teilen der 16. Armee wurde die Totenkopfdivision im Januar 1942 eingeschlossen (→Kesselschlacht von Demjansk). Während der Schlacht wurde die Division in zwei Kampfgruppen aufgeteilt und hatte die Hauptlast der Kämpfe im Kessel zu tragen. Die Soldaten der „Totenkopf“-Division waren weit besser als die der Wehrmacht gegen die Temperaturen von bis zu 40 Grad unter null geschützt. Theodor Eicke hatte große Mengen an Winterbekleidung vom Höheren SS- und Polizeiführer in Riga, Friedrich Jeckeln, erhalten. Die Bekleidung entstammte teils den Vorräten der SS, teils dem Besitz von Juden, die in Riga ermordet worden waren.
Die Division spielte eine Schlüsselrolle im Unternehmen Fallreep im März und April 1942 und bei der Erweiterung des dabei entstandenen Verbindungskorridors bis zum Oktober 1942. Während der Kesselschlacht von Demjansk verlor die SS-Division Totenkopf bis Mitte März 1942 etwa 7.000 Soldaten. Am 5. Mai wurde Divisionskommandeur Eicke die Führung eines Korps übertragen, das aus SS- und Wehrmachteinheiten, den etwa 14.000 Überlebenden der vormals etwa 93.000 Soldaten der sechs Divisionen aus dem Kessel von Demjansk, bestand. Eicke bemühte sich mehrfach weitgehend erfolglos bei Himmler, der SS-Division „Totenkopf“ eine Ruhepause zu verschaffen oder Ersatzleute und zusätzliche Ausrüstung zu erhalten.
Aufgrund des Verlustes von 80 Prozent ihres Personalbestandes wurden die Reste der Division im Oktober 1942 zur Auffrischung nach Südfrankreich verlegt.

## SS-Panzergrenadier-Division „Totenkopf“
Nach der Herauslösung aus der Front wurde die Division am 9. November 1942 in SS-Panzergrenadier-Division „Totenkopf“ umbenannt und im Raum Angoulême neu aufgestellt. Sie bestand aufgrund der hohen Verluste in der Sowjetunion nahezu vollständig aus neuen Soldaten, die kaum noch aus dem KZ-Personal rekrutiert wurden. Für die Panzergrenadier-Division war eine großzügige Ausstattung vorgesehen, weil die Verbände der Waffen-SS nach dem Willen Hitlers und Himmlers an Krisenherden eingesetzt werden sollten. Diese Rolle einer „Feuerwehr“ füllte die Division bis zum Ende des Krieges aus.
Am 10. November 1942 beteiligte sich die Division an dem „Unternehmen Anton“, der Besetzung des bislang nicht unter Kontrolle deutscher Truppen stehenden Teils Frankreichs. Bis 18. Dezember übernahm die Division den Küstenschutz zwischen Béziers und Montpellier.
Weil es auf Grund von Unstimmigkeiten mit der Wehrmachtführung insbesondere bei der Ausstattung mit Panzern Verzögerungen gab, wurde die für den Jahresanfang 1943 geplante Verlegung der Division an die Ostfront um vier Wochen verschoben. Während dieser Zeit wurden die neuen Soldaten der Division einem täglichen 16-stündigen Ausbildungsdrill unterworfen, um sie mit ihren Waffensystemen vertraut zu machen.
Ab dem 30. Januar 1943 erfolgte die Zuweisung zur 4. Panzerarmee und der erneute Transport der Division in die Sowjetunion nach Poltawa, wo sie zusammen mit zwei weiteren Verbänden der Waffen-SS, den Divisionen „Leibstandarte SS Adolf Hitler“ und „Das Reich“ als Teil des SS-Panzerkorps unter dem Befehl von SS-Obergruppenführer Paul Hausser an der dritten Schlacht um Charkow beteiligt war. Im Rahmen dieser Operation stieß die SS-Panzergrenadier-Division „Totenkopf“ zunächst bis nach Pawlograd vor, um dann nach Norden in Richtung Charkow einzuschwenken. Während der Rückeroberung Charkows kam Theodor Eicke am 26. Februar 1943 ums Leben, als sein Aufklärungsflugzeug abgeschossen wurde.
Nach dem Ende der Schlacht wurde die Division von April bis Juni 1943 in Abwehrkämpfen bei Bjelgorod eingesetzt. Während des Unternehmens Zitadelle war die SS-Panzergrenadier-Division „Totenkopf“ dem II. SS-Panzerkorps unterstellt und gehörte zum südlichen Angriffskeil. Die Division war am Panzer-Gefecht bei Prochorowka gegen die 5. sowjetische Garde-Panzer-Armee unter Pawel Aleksejewitsch Rotmistrow nur geringfügig beteiligt. Nach dem Abbruch der deutschen Angriffsoperation zog sich die Division in Richtung Charkow zurück. Am 17. Juli 1943 wurde sie der 6. Armee zugewiesen und führte bis zum 2. August 1943 Abwehrkämpfe bei Stalino (→Donez-Mius-Offensive).
Am 8. August 1943 wurde die SS-Panzergrenadier-Division „Totenkopf“ eilig nach Charkow zurückverlegt. Sie erhielt zusammen mit der 2. SS-Division „Das Reich“ den Auftrag, bei der Stadt Boguduchow einen Gegenangriff gegen die 1. sowjetische Panzer-Armee und die 5. sowjetische Garde-Panzer-Armee mit insgesamt 1112 Panzern zu führen, die im Zuge der Offensive Operation Rumjanzew tief in das von den Deutschen kontrollierte Gebiet eingedrungen waren. Der deutsche Gegenangriff begann am 12. August 1943 und führte zu schweren Gefechten zwischen den Panzerverbänden. Der sowjetische Vorstoß in diesem Raum wurde von den beiden SS-Divisionen abgewehrt. Beide sowjetische Panzer-Armeen verfügten am 13. August 1943 nur noch über 234 einsatzbereite Panzer.
Während der Schlacht am Dnepr zog sich die Division am 24. September 1943 bei Poltawa über den Dnepr zurück und war an der Verteidigung des westlichen Flussufers gegen sowjetische Angriffe beteiligt.

## 3. SS-Panzer-Division „Totenkopf“

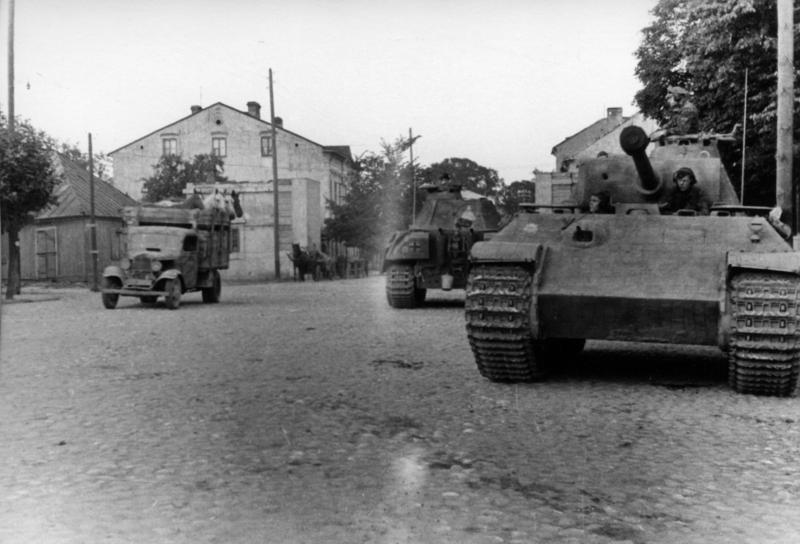
Panzerkampfwagen V der SS-Panzer-Division „Totenkopf“ in Siedlce (25.–29. Juli 1944)

Im Oktober 1943 wurde die Einheit bei der Nummerierung der SS-Divisionen in 3. SS-Panzer-Division „Totenkopf“ umbenannt. Im Winter 1943 bis 1944 verteidigte die Division den Frontvorsprung bei Kriwoi-Rog. Sie zog sich im Frühjahr 1944 über Perwomaisk und Kischinew nach Rumänien zurück, wo sie bis zum 7. Juli 1944 verblieb.
Mitte Juli 1944 wurde die Division als Verstärkung der Heeresgruppe Mitte in den Raum Bialystok verlegt und wehrte Ende Juli bei der Stadt Siedlce einen Angriff der 47. sowjetischen Armee ab (→Operation Bagration). Gleichzeitig wurde sie zusammen mit der 5. SS-Panzer-Division „Wiking“ dem IV. SS-Panzerkorps der 9. Armee zugewiesen. Sie war an der Panzerschlacht bei Radzymin und der Verteidigung der deutschen Abwehrfront zwischen Bug und Weichsel beteiligt. Während des Warschauer Aufstands wurde sie zur Sicherung der Front vor der polnischen Hauptstadt eingesetzt.
Im September 1944 wurden der Division rund 5000 Soldaten als Ersatz zugeführt. Diese Verstärkung bestand aus Marine-Artilleristen und 4316 Angehörigen der Luftwaffe. Am 5. September verließ ein Transport mit 21 neuen Jagdpanzern IV für die SS-Panzerjäger Abteilung 3 der Division das Heereszeugamt.
Bis zum Jahresende 1944 verteidigte die Division den Frontabschnitt vor der Festung Modlin. Am 24. Dezember 1944 wurde die 3. SS-Panzer-Division „Totenkopf“ aus der Front bei Warschau herausgelöst und nach Ungarn transportiert. Dort nahm sie mit der 6. Armee an den Kämpfen der Budapester Operation und im Frühjahr 1945 an der Plattenseeoffensive teil und zog sich im April 1945 auf Wien zurück (→Wiener Operation). Anfang Mai 1945 ergab sich die Division bei Linz US-amerikanischen Truppen. Diese ließen Angehörige der Totenkopf-Division das Wachpersonal des KZ Mauthausen entwaffnen. Die Angehörigen der Division wurden danach an die Rote Armee übergeben.

## Kriegsverbrechen
Viele als Kriegsverbrecher verurteilte Mitglieder der SS waren zu verschiedenen Zeitpunkten bei der SS-Division „Totenkopf“ eingesetzt. Dazu gehörten beispielsweise Friedrich Jeckeln (1940), Jürgen Stroop (1941), Ernst-Heinrich Schmauser (1940), Erich Tschimpke (Divisionsnachschub, 1939–1941) und Alfred Franke-Gricksch (Ic, Feindnachrichtenoffizier, 1939–1941) (→Bekannte Divisionsangehörige).
Auch die, später für medizinische Versuche an Häftlingen in den Konzentrationslagern verantwortlichen, SS-Ärzte Karl Genzken und Erwin Ding-Schuler waren vom Zeitpunkt der Aufstellung der Division bis zum April 1940 im Verband für den Aufbau des Sanitätswesens zuständig.

### Massaker von Le Paradis 1940 Frankreich
Am 27. Mai 1940 kam es in Le Paradis zu einem Massaker durch Angehörige der Division, bei dem 97 britische Kriegsgefangene getötet wurden. SS-Obersturmführer Fritz Knöchlein, Chef der 3. Kompanie des SS-Totenkopf-Infanterie-Regiments 2, gab den Befehl, die Soldaten an einer Scheunenwand eines Bauernhofes mit Maschinengewehren zu erschießen. Überlebende wurden mit Genickschuss bzw. dem Bajonett getötet. Der Fall wurde nach dem Zweiten Weltkrieg aufgerollt. Knöchlein wurde am 25. Oktober 1948 von einem britischen Militärgericht zum Tode verurteilt und am 21. Januar 1949 im Zuchthaus Hameln hingerichtet. In der später von Karl Ullrich kompilierten Geschichte der SS-Division „Totenkopf“ wird behauptet, dass das Massaker von Le Paradis das einzige Kriegsverbrechen war, das von Angehörigen der Division begangen wurde. In der heute verfügbaren militärhistorischen Literatur sind jedoch weitere Beispiele zu finden.
Die Division war zusammen mit dem Infanterie-Regiment Großdeutschland ab Mai 1940 an der Ermordung französischer Soldaten nicht-europäischer Herkunft beteiligt, als diese sich bereits ergeben hatten. Ein zweites Massaker ist erst seit 2007 bekannt, als in Frankreich ein Massengrab mit etwa zwanzig Angehörigen des Royal Scots Regiment entdeckt wurde.

### Übergriffe auf Zivilisten und Tötungen 1940 Frankreich
Zwischen dem 19. und 28. Mai 1940 töteten Angehörige der Division über 260 französische Zivilisten, auch kam es oftmals zu Plünderungen.

### Erschießung von sowjetischen Politkommissaren bei Militär ab Juni 1940 Sowjetunion
Der „Kommissarbefehl“ wurde nach dem Angriff auf die Sowjetunion in der SS-Division „Totenkopf“ konsequent umgesetzt. An den Mordaktionen der Einsatzgruppen der Sicherheitspolizei und des SD war die Division aufgrund ihres Kampfauftrags nicht beteiligt.

### Massaker im Gefängnis Mokotów 1944 Polen
Angehörige des zur Division gehörenden SS-Feldersatz-Bataillons 3 verübten nach dem Beginn des Warschauer Aufstandes am 2. August 1944 das Massaker im Gefängnis Mokotów.

### Selektierung von Kriegsgefangenen zur Zwangsarbeit
Im Sommer 1942 nahmen Soldaten der „Totenkopf“-Division an der Selektierung sowjetischer Kriegsgefangener teil, die dann zur Zwangsarbeit nach Deutschland geschickt wurden.

## Gliederung
| SS-Division „Totenkopf“ (Stand 1. November 1939)                                | SS-Panzergrenadier-Division „Totenkopf“ (Stand 1. Dezember 1942) | 3. SS-Panzer-Division „Totenkopf“ (Stand 1. September 1944) |
| ------------------------------------------------------------------------------- | ---------------------------------------------------------------- | ----------------------------------------------------------- |
|                                                                                 | SS-Panzer-Regiment 3                                             | SS-Panzer-Regiment 3 „Totenkopf“                            |
|                                                                                 | Sturmgeschütz-Abteilung SS-Totenkopf-Division                    | SS-Sturmgeschütz-Abteilung 3                                |
| SS-Totenkopf-Infanterie-Regiment 1 (SS-Standartenführer Max Simon)              | SS-Panzergrenadier-Regiment „Thule“                              | SS-Panzergrenadier-Regiment 5 „Thule“                       |
| SS-Totenkopf-Infanterie-Regiment 2 (SS-Standartenführer Heinz Bertling)         | SS-Schützen-Regiment „Thule“                                     | SS-Panzergrenadier-Regiment 6 „Theodor Eicke“               |
| SS-Totenkopf-Infanterie-Regiment 3 (SS-Standartenführer Hans-Friedemann Goetze) | SS-Totenkopf-Infanterie-Regiment 3                               |                                                             |
| SS-Totenkopf-Aufklärungs-Abteilung (SS-Sturmbannführer Heimo Hierthes)          | SS-Totenkopf-Aufklärungs-Abteilung                               | SS-Panzer-Aufklärungs-Abteilung 3                           |
| SS-Totenkopf-Pionier-Bataillon (SS-Sturmbannführer Heinz Lammerding)            | SS-Totenkopf-Pionier-Bataillon                                   | SS-Panzer-Pionier-Bataillon 3                               |
| SS-Totenkopf-Panzerjäger-Abteilung (SS-Sturmbannführer Karl Leiner)             | SS-Panzerjäger-Abteilung „Totenkopf“                             | SS-Panzerjäger-Abteilung 3                                  |
|                                                                                 | SS-Totenkopf-Flak-Abteilung                                      | SS-Flak-Artillerie-Abteilung 3                              |
|                                                                                 | SS-Totenkopf-Artillerie-Regiment                                 | SS-Panzer-Artillerie-Regiment 3                             |
| SS-Totenkopf-Nachrichten-Abteilung (SS-Sturmbannführer Richard Sansoni)         | SS-Totenkopf-Nachrichten-Abteilung                               | SS-Panzer-Nachrichten-Abteilung 3                           |
| SS-Totenkopf-Feldgendarmerie-Zug                                                |                                                                  |                                                             |
|                                                                                 |                                                                  | SS-Feldersatz-Bataillon 3                                   |
|                                                                                 |                                                                  | Kdr. der SS-Division Nachschubtruppen 3                     |
|                                                                                 |                                                                  | SS-Panzer-Instandsetzungs-Abteilung 3                       |
|                                                                                 |                                                                  | SS-Sanitäts-Abteilung 3                                     |
|                                                                                 |                                                                  | SS-Wirtschafts-Bataillon 3                                  |
|                                                                                 |                                                                  | SS-Genesenden-Abteilung 3                                   |

Ersatzeinheiten
Im Zusammenhang mit der Aufstellung der SS-Totenkopf-Division wurde durch Befehl des Reichsführers SS am 20. Oktober 1939 als erste Ersatzeinheit das SS-Totenkopf-Infanterie-Ersatzbataillon I in Breslau aufgestellt. Anfang Dezember 1939 wurde das Bataillon geteilt. Jeweils die Hälfte der Führer, Unterführer und Mannschaften wurde zur Aufstellung des SS-Totenkopf-Infanterie-Ersatzbataillons II nach Lichtenburg bei Prettin versetzt, später nach Weimar-Buchenwald. Anschließend verlegte man das Bataillon I am 16. Dezember 1939 nach Radolfzell, wo es mit Reservisten und Kriegsfreiwilligen ergänzt und neu gegliedert wurde. Ende Mai 1940  Abstellung des ersten Mannschaftsverbandes des Totenkopf-Infanterie-Ersatzbataillons I für die im Fronteinsatz in Frankreich stehenden Totenkopf-Infanterie-Regimenter 1 und 2. Danach wurde es im Dezember 1940 zunächst nach Stralsund und im Juli 1941 nach Warschau verlegt. Ein drittes Bataillon wurde ab Januar 1940 in Breslau aufgestellt und im Januar 1941 nach Brünn (SS-Lager am Kuhberg) verlegt. Die Ersatz-Bataillone I und III wurden im Mai 1943, das Ersatz-Bataillon II bereits Ende 1941 aufgelöst. Erst 1944 wurde mit dem SS-Feldersatz-Bataillon 3 wieder eine Ersatzeinheit aufgestellt.

## Kommandeure
- 1. November 1939 bis 7. Juli 1941 SS-Gruppenführer Theodor Eicke
- 7.–18. Juli 1941 SS-Standartenführer Matthias Kleinheisterkamp (mit der Führung beauftragt)
- 18. Juli bis 19. September 1941 SS-Brigadeführer und Generalmajor der Waffen-SS Georg Keppler (mit der Führung beauftragt)
- 19. September 1941 bis 26. Februar 1943 SS-Obergruppenführer und General der Waffen-SS Theodor Eicke
- 26. Februar bis März 1943 SS-Brigadeführer Max Simon (interimsweise)[34]
- März bis 27. April 1943 SS-Oberführer Hermann Prieß
- 27. April bis 15. Mai 1943 SS-Standartenführer Heinz Lammerding
- 15. Mai bis 22. Oktober 1943 SS-Brigadeführer Max Simon
- 22. Oktober 1943 bis Februar 1944 SS-Brigadeführer und Generalmajor der Waffen-SS Hermann Prieß
- Februar 1944 SS-Standartenführer Otto Baum (interimsweise)[34]
- Februar bis 20. Juni 1944 SS-Gruppenführer und Generalleutnant der Waffen-SS Hermann Prieß
- 21. Juni bis 12. Juli 1944 SS-Standartenführer Karl Ullrich (interimsweise)[35]
- 13. Juli 1944 bis 8. Mai 1945 SS-Brigadeführer und Generalmajor der Waffen-SS Hellmuth Becker

## Bekannte Divisionsangehörige
- Karl Babor (1918–1964), war Lagerarzt der Konzentrationslager Groß-Rosen, Dachau und Natzweiler-Struthof
- Richard Baer (1911–1963), letzter Lagerkommandant des Konzentrationslagers Auschwitz, nach dem Zweiten Weltkrieg als Kriegsverbrecher gesucht, starb vor dem Ende seines Prozesses
- Karl-Heinz Bartsch (1923–2003), war ein deutscher Agrarwissenschaftler, Hochschullehrer und Politiker der Sozialistischen Einheitspartei Deutschlands in der Deutschen Demokratischen Republik. In dieser Rolle war er stellvertretender Minister für Landwirtschaft und kurzzeitig Mitglied des Zentralkomitees (ZK) der SED und Kandidat des Politbüros.
- Otto Baum (1911–1998), Bataillons- später Regimentskommandeur, arbeitete später in der Textilindustrie
- Hellmuth Becker (1902–1953), war ein verurteilter Kriegsverbrecher
- August Bender (1909–2005), war ein verurteilter Kriegsverbrecher
- Kurt Bolender (1912–1966), an „Aktion T4“, „Aktion Reinhardt“ und der Niederschlagung des Aufstandes von Sobibór beteiligt, wurde wegen der Beihilfe zum gemeinschaftlichen Mord an mindestens 86.000 Personen und Mord in mindestens 360 Fällen angeklagt, beging vor Urteilsverkündung Suizid
- Fritz Christen (1921–1995), nationalsozialistischer Vorzeigeheld, erster Ritterkreuzträger aus den Mannschaftsdienstgraden der Waffen-SS
- Alfred Mathias Concina (1919–2012), war ein verurteilter Kriegsverbrecher
- Arthur Conrad (1910–1948), war ein verurteilter Kriegsverbrecher
- Thomas Haller Cooper (1919–1987), war der einzige Brite, dem während des Krieges eine deutsche Kampfauszeichnung verliehen wurde
- Wilhelm Ebel (1908–1980), war ein Rechtshistoriker
- Karl Ernst Demandt (1909–1990), war ein Historiker und Archivar
- Karl Demberg (1905–1952), war ein Fußballspieler und Vereinspräsident von Arminia Bielefeld
- Erwin Ding-Schuler (1912–1945), Arzt, war der erste Lagerarzt des KZ Buchenwald, danach von 1939 bis 1940 Adjutant des Divisionsarztes
- Klaus Dylewski (1916–2012), in den Auschwitzprozessen verurteilter Kriegsverbrecher
- Kurt Eimann (1899–1980), war ein verurteilter Kriegsverbrecher
- Kuno von Eltz-Rübenach (1904–1945), war von 1932 bis 1933 Landtagsabgeordneter für die NSDAP im Preußischen Landtag und anschließend Reichstagsabgeordneter
- Franz Fekete (1921–2009), österreichischer SPÖ-Lokalpolitiker und Langzeitbürgermeister von Kapfenberg
- Heinz Flessner (1911–1998), war Gründer der Flessner KG, eines der größten deutschen Kartoffelchips-Produzenten
- Willy Frank (1903–1989), Arzt, war ein verurteilter Kriegsverbrecher
- Karl Fritsch (1901–1944), war ein Politiker (NSDAP) und von 1933 bis 1943 sächsischer Innenminister
- Erich Frommhagen (1912–1945), war Adjutant des Lagerkommandanten im KZ Auschwitz und im KZ Neuengamme
- Karl Genzken (1885–1957), war ein Arzt der 1939 bis 1940 das Sanitätswesen der Division aufbaute, später an Menschenversuchen beteiligt war und verurteilter Kriegsverbrecher
- Wilhelm Gideon (1898–1977), war Kommandant des KZ Groß-Rosen
- Kurt Gildisch (1904–1956), war ein verurteilter Mörder
- Hans-Friedemann Goetze (1897–1940), Regimentskommandeur
- Karl Gropler (1923–2013), war ein verurteilter Kriegsverbrecher
- Georg Grünberg (1906–1976), war Lagerführer der Außenlager des KZ Dachau KZ-Außenlager Friedrichshafen, KZ-Außenlager Saulgau und KZ-Außenlager Überlingen-Aufkirch
- Adam Grünewald (1902–1945), war Kommandant des KZ Herzogenbusch
- Friedrich Hartjenstein (1905–1954), war ab 1943 Lagerkommandant der Konzentrationslager KZ Auschwitz-Birkenau und Natzweiler und ein verurteilter Kriegsverbrecher
- Johannes Hassebroek (1910–1977), war ab Oktober 1943 Lagerkommandant des KZ Groß-Rosen und ein verurteilter Kriegsverbrecher
- August Heißmeyer (1897–1979), war ein verurteilter Kriegsverbrecher
- Karl-Hermann Hensiek (1914–1981), war ein Unternehmer, Landwirt und Ziegeleibesitzer
- Fritz Hintermayer (1911–1946), war ein verurteilter Kriegsverbrecher
- Oskar Hock (1898–1976), Divisionsarzt, war ein verurteilter Kriegsverbrecher
- Paul Werner Hoppe (1910–1974), Kommandant der Konzentrationslager Stutthof und Wöbbelin, war ein verurteilter Kriegsverbrecher
- Friedrich Jeckeln (1895–1946), war als HSSPF ab 1941 verantwortlich für Massenmorde an über 100.000 Menschen, und ein verurteilter Kriegsverbrecher
- Anton Kaindl (1902–1948), war letzter Lagerkommandant des KZ Sachsenhausen und ein verurteilter Kriegsverbrecher
- Hermann Karoli (1906–1996), war 10 Jahre Vorsitzender des BMW-Aufsichtsrates
- Adolf Katz (1899–1980), war ein Politiker (NSDAP), Jurist und Polizeipräsident
- Georg Keppler (1894–1966), Divisionskommandeur
- Wilhelm Kersten (1906–1970), war ein verurteilter Kriegsverbrecher
- Werner Kirchert (1906–1987), war ein verurteilter Kriegsverbrecher
- Matthias Kleinheisterkamp (1893–1945), Regimentskommandeur, beging im Kessel von Halbe Suizid
- Fritz Knöchlein (1911–1949), war ein verurteilter Kriegsverbrecher
- Gerret Korsemann (1895–1958), HSSPF, verantwortlich für die Ermordung von mindestens 29.000 Menschen, war ein verurteilter Kriegsverbrecher
- Ernst-Günther Krätschmer (1920–1984), nach dem Zweiten Weltkrieg Apologet der Waffen-SS
- Eduard Krebsbach (1894–1947), war ein verurteilter Kriegsverbrecher
- Christian Peter Kryssing (1891–1976), war ein dänischer Nazi-Kollaborateur der den Rang eines SS-Brigadeführers und Generalmajor der Waffen-SS erreichte
- Helmut Kunz (1910–1976), war ein verurteilter Kriegsverbrecher
- Richard Lackner (1919–2011), war ein Bildhauer und Heimatforscher
- Hermann Langer (1919–2016), war ein verurteilter Kriegsverbrecher
- Hans Joachim Rühle von Lilienstern (1915–2000), war Wirtschaftsberater, Geschäftsführer des Rationalisierungs-Kuratoriums der Deutschen Wirtschaft und Honorarprofessor an der Technischen Hochschule Stuttgart
- Michael Lippert (1897–1969), war ein verurteilter Kriegsverbrecher
- Enno Lolling (1888–1945), war Lagerarzt im KZ Dachau und später an leitender Stelle im KZ Sachsenhausen tätig
- Paul Moder (1896–1942), war von 1932 bis 1939 Reichstagsabgeordneter für die NSDAP
- Erich Mußfeldt (1913–1948), Leiter der Krematorien im KZ Majdanek und KZ Auschwitz-Birkenau, war ein verurteilter Kriegsverbrecher
- Josef Niedermayer (1920–1947), war ein verurteilter Kriegsverbrecher
- Gustav Ortmann (1904–1979), war Lagerarzt im KZ Sachsenhausen sowie leitender Mediziner bei der Inspektion der Konzentrationslager (IKL)
- Maximilian Peters (1908–2001), war ein Lagerarzt im KZ Sachsenhausen
- Hans Wilbert Petri (1901–1944), ehemaliger Oberbürgermeister von Wattenscheid, meldete sich 1940 freiwillig zur SS-Division Totenkopf
- Frithjof Elmo Porsch (1924–2015), war ein Schriftsteller
- Hermann Prieß (1901–1985), Divisionskommandeur, war ein verurteilter Kriegsverbrecher
- Fridolin Puhr (1913–1957), war ein verurteilter Kriegsverbrecher
- Georg Rauch (1921–2008), war ein verurteilter Kriegsverbrecher
- Walter Reder (1915–1991), war ein verurteilter Kriegsverbrecher
- Horst Richter (1921–2015), war ein verurteilter Kriegsverbrecher
- Ludwig Ruckdeschel (1907–1986), war ein verurteilter Kriegsverbrecher
- Heinrich Schäfer (1907–1986), war ein verurteilter Kriegsverbrecher
- Alfred Schöneberg (1921–2006), war ein verurteilter Kriegsverbrecher
- Wilhelm Schroeder (1898–1943), ehemaliger Reichstagsabgeordneter der NSDAP
- Otto Schwerdt (1914–1975), war ein verurteilter Kriegsverbrecher
- Josef Seuß (1906–1946), war ein verurteilter Kriegsverbrecher
- Jürgen Stroop (1895–1952), verantwortlich für die Niederschlagung des Aufstandes im Warschauer Ghetto und die Ermordung von 66.000 Menschen, war ein verurteilter Kriegsverbrecher
- Rudolf Heinrich Suttrop (1911–1946), war ein verurteilter Kriegsverbrecher
- Max Simon (1899–1961), Divisionskommandeur, war ein verurteilter Kriegsverbrecher
- Horst Tappert (1923–2008), war ein deutscher Schauspieler, der vor allem in seiner Rolle in der TV-Serie Derrick bekannt wurde
- Karl Ullrich (1910–1996), Bataillons- und später Regimentskommandeur in der Division, veröffentlichte in den 1980er Jahren eine revisionistische Divisionsgeschichte
- Rudolf Wagner (1913–1943), war Leiter der Standortverwaltung im KZ Dachau und KZ Auschwitz
- Sebastian Wimmer (1902–1952), war erster Schutzhaftlagerführer im KZ Majdanek
- Wilhelm Witteler (1909–1993), war ein verurteilter Kriegsverbrecher

## Strafbarkeit der Verwendung des Truppensymbols
Die Verwendung des Truppensymbols der SS-Division „Totenkopf“ ist in Deutschland nach § 86a StGB strafbar.

## Sonstiges
Am 25. Februar 1941 wurden die bestehenden (verstärkten) SS-Totenkopfstandarten, die zwischen 1938/39 und 1940 als „Polizeiverstärkung“ aufgestellt wurden, in SS-Standarten umbenannt und etwas später aufgelöst. Diese wurden als (leichte) Infanterieregimenter in die Waffen-SS überführt und trugen seit dem auf ihren Uniformen die in der Waffen-SS üblichen Insignien („SS-Runen“).
Allein den Regimentern der SS-Totenkopf-Division war es weiterhin zugestanden worden, die Bezeichnung SS-Totenkopf-Standarte als Traditionsbezeichnung und den Kragenspiegel mit dem Totenkopf über überkreuzten Knochen als Traditionsabzeichen zu führen.
Wegen der Veteranentreffen der Division in Nordhessen gab es politische Auseinandersetzungen.
Der Schriftsteller Uwe Timm veröffentlichte 2003 mit dem Text Am Beispiel meines Bruders die Geschichte seiner Familie und die seines älteren Bruders Karl Heinz Timm (1924–1943). Dieser hatte sich 1942 freiwillig bei der Waffen-SS gemeldet und kam in die SS-Division „Totenkopf“. Als Angehöriger des IV. Panzerpionier-Bataillons der Division erlag er am 16. Oktober 1943 in der Ukraine den Folgen seiner bei Kampfhandlungen erlittenen schweren Verwundung.